# Satterthwaite
Satterthwaite è un personaggio protagonista dei gialli di Agatha Christie; è uno dei detective "fissi" meno conosciuti di Christie insieme con il suo compagno d'avventure Harley Quin e con Parker Pyne.
È protagonista, assieme ad Harley Quin, della raccolta di racconti Il misterioso signor Quin, del racconto Gli investigatori dell'amore della raccolta Tre topolini ciechi ed altre storie e del racconto The Harlequin Teaset. È inoltre presente in Tragedia in tre atti con il cognome accorciato in Satter.
È il "vero investigatore" dei racconti che lo vedono protagonista con Quin, che si limita a fare il capace suggeritore.

## Descrizione del personaggio
Satterthwaite è un anziano e benestante spettatore della vita, alla ricerca di emozioni e curioso verso i drammi umani, o meglio, come scrive la stessa Christie in È arrivato il signor Quin:

## Raccolte di racconti e romanzo
Raccolta di racconti interamente dedicata:
- Il misterioso signor Quin

Raccolta di racconti condivisa (con Hercule Poirot, Miss Marple e i personaggi dei Tre topolini ciechi):
- Tre topolini ciechi e altre storie, il racconto che riguarda Harley Quin è:
- Gli investigatori dell'amore

Il racconto The Harlequin Teaset nella raccolta omonima pubblicata postuma.
Romanzo (non da protagonista e con cognome accorciato): Tragedia in tre atti.